# La Forestal d'Urgell
La Forestal d'Urgell va ser una fàbrica del municipi de Mollerussa (Pla d'Urgell) inclosa en l'Inventari del Patrimoni Arquitectònic de Catalunya. Actualment està parcialment enderrocada.

## Descripció
Era un conjunt de naus, amb edifici per oficines i casa-habitatge dels propietaris. Originàriament, hi havia una sola nau, construïda l'any 1890. Les ampliacions posteriors van trencar l'estil primer en benefici de la funcionalitat. Malgrat l'antiguitat de la fàbrica, la seva conservació era força acceptable.

## Història
La Forestal d'Urgell fou fundada com a Societat Anònima el 15 de març de 1890.
A partir d'aquesta data, la societat anà ampliant llur capital i es construïren nous edificis. Ha sigut un dels puntals econòmics de Mollerussa fins que l'any 1980 es presentà en suspensió de pagaments. Des de llavors la fàbrica resta tancada.
A partir del mes de febrer de 1980, data en què l'empresa feu suspensió de pagament començà l'enderrocament dels edificis, el qual finalitzà el mes de setembre del mateix any. Ha restat en peu el xalet del propietari (el qual formava part del conjunt), les oficines noves (actualment seu del Centre Mèdic Pla d'Urgell) i cinc naus (una és propietat privada i les restants de propietat municipal, han estat aprofitades per l'Ajuntament per a fer-hi actes esportius, ferials i culturals).
La resta d'edificis es van enderrocar i el sòl s'ha convertit en terreny urbanitzable. En una part hi ha habitatges unifamiliars.